# Trivulzio-getijdenboek
Het Trivulzio-getijdenboek is een belangrijk Vlaams verlucht getijdenboek, gemaakt omstreeks 1470 door een aantal bekende Vlaamse miniaturisten. Het bevindt zich nu in de Nederlandse Koninklijke Bibliotheek met als signatuur Den Haag, KB: KW 1900 A 009 (voorheen: SMC 1). Het boek kwam in het bezit van de bibliotheek via een schenking in 2001. De toenmalige eigenaar, wiens familie het handschrift op een veiling had aangekocht, wenste anoniem te blijven. Het getijdenboek ontleent zijn naam aan de Milanese familie Trivulzio die het boek jarenlang in haar collectie had.
In de Engelse literatuur wordt het Turijn-Milaan-Getijdenboek soms ook Trivulzio hours genoemd omdat ook dat handschrift deel uitmaakte van de collectie van de Trivulzio’s.

## Beschrijving
Het manuscript heeft 319 genummerde perkamenten folia van 130 x 90 mm groot. Het tekstblok meet c. 78 x 45 mm. Het is geschreven met zwarte inkt in een Bourgondische littera hybrida in één kolom van 16 lijnen (18 lijnen in de kalender). Het werd geschreven door Nicolas Spierinc die werkzaam was in Gent. De tekst is in het Latijn en voor Romeins gebruik.
Het handschrift is rijkelijk versierd en telt 28 bladgrote miniaturen en daarnaast 16 gehistorieerde initialen. De marges rondom de volbladminiaturen en rondom het tekstblok op de tegenoverliggende bladzijde, zijn uitbundig versierd met acanthusranken, blaadjes en bloemen en allerlei dieren.
De kalender beslaat twee bladzijden per maand en is niet versierd op de sierinitialen “KL” op de eerste bladzijde van elke maand na. De kalender is van het Vlaamse type, niet alle dagen zijn ingevuld. De kalender bevat slechts drie kolommen, de eerste met de numerus aureus en de zondagsletter in de tweede kolom. In de derde kolom wordt de naam van de heilige die op die dag herdacht werd gegeven of het kerkelijke feest dat die dag werd gevierd.

## Geschiedenis
De opdrachtgever van het getijdenboek is niet bekend, naast de scribent Nicolas Spierinck zijn ook drie miniaturisten gekend die aan het werk hebben bijgedragen. De eerste, Lieven van Lathem, was in die periode werkzaam in Antwerpen. De tweede was de Weense meester van Maria van Bourgondië die waarschijnlijk werkzaam was in Gent. maar zekerheid is er daarover niet. Hij maakte de miniatuur bij de vrijdagse kruisgetijden. De derde meester was Simon Marmion die gevestigd was en werkte in Valencijn. Men kan dus moeilijk stellen dat het boek ontstond in Gent of in Brugge. Na het schrijven werden de losse katernen waarschijnlijk door de verschillende miniaturisten in hun atelier verder bewerkt. Het boek ontstond dus in de Zuidelijke Nederlanden als een samenwerkingsproject.
Het handschrift bevond zich in het begin van de negentiende eeuw in de verzameling van Gian Giacomo Trivulzio in Milaan en kwam via hem terecht bij zijn zoon Luigi Alberico Trivulzio. De collectie van de Trivulzio’s ontstond al in de tweede helft van de vijftiende eeuw. Het bleef in de collectie van de familie tot die in 1935 gekocht werd door de stad Milaan. Toen bleek het handschrift spoorloos tot het in 2001 door de toenmalige bezitter aan de KB geschonken werd.
De datering van het getijdenboek is gebaseerd op de stijlkenmerken. Aan de hand hiervan plaatsen kunsthistorici het werk tussen het Gebedenboek van Karel de Stoute en het Getijdenboek van Maria van Bourgondië. Dit situeert het werk tussen 1470 en 1475. Deze datering wordt trouwens bevestigd door de mode die te zien is op de miniaturen van de cyclus van de misvieringen.

## Inhoud
De folia gemerkt met een * zijn volbladminituren die een nieuw onderdeel of een nieuwe sectie binnen een onderdeel van het getijdenboek inleiden.
- f1r-f12r: Kalender
- f13r*-f21v zondaggetijden: getijden van de heilige Drievuldigheid
- f22v*-f29v: Mis van de heilige Drievuldigheid
- f30v*-f39v: maandaggetijden: getijden voor de overledenen
- f40r-f43v: mis voor de overledenen[9]
- f44v*-f51v: dinsdaggetijden: Heilig Geestgetijden
- f52v*-f60r: mis voor de heilige geest
- f59v*-f66v: woensdaggetijden: getijden voor alle heiligen
- f67v*-f75r: mis voor alle heiligen
- f76v*-f85r: donderdaggetijden: getijden van het heilig sacrament
- f86v*-f93r: mis van het heilig sacrament
- f94v*-f102r: vrijdaggetijden: Kleine getijden van het Heilig Kruis
- f103v*-f109v: mis van het heilig kruis
- f110v*-f119v: zaterdaggetijden: getijden van de heilige Maagd Maria
- f120v*-126v: mis van de heilige Maagd Maria
- f128r-f138v: Suffragia. Elk gebed is geïllustreerd met een gehistorieerde initiaal met een afbeelding van de heilige.
f128r: gebed tot de aartsengel Michaël
f128v: gebed tot de heilige Petrus
f129r: gebed tot de heilige Christoffel
f130r: gebed tot de heilige Joris
f131r: gebed tot de heilige Sebastiaan
f132r: gebed tot de heilige Adrianus
f132v: gebed tot de heilige Cornelius
f133r: gebed tot de heilige Nicolaas van Myra
f133v: gebed tot de heilige Nicholas van Tollentino
f134v: gebed tot de heilige Antonius de belijder
f135r: gebed tot de heilige Eligius
f135v: gebed tot de heilige Bavo
f136r: gebed tot de heilige Maria Magdalena
f137r: gebed tot de heilige Katharina
f137v: gebed tot de heilige Barbara
f138r: gebed tot de heilige Ontkommer (Wilgefortis)
- f139v*-f155v: Gebeden tot Maria
f139v-f144r: Stabat Mater Dolorosa
f149r-f152v: Obsecro te
f153r-f155v: O Intemerata
- f144v-f148r: Blanco
- f157v-f166r: Uittreksels uit de evangelies
f157v*-f159r: Uittreksel uit het evangelie volgens Johannes
f159v*-f161r: Uittreksel uit het evangelie volgens Lucas
f161v*-f163v: Uittreksel uit het evangelie volgens Mattheus
f164v*-f165v: Uittreksel uit het evangelie volgens Marcus
- f166v-f238r: Kleine Officie van Onze Lieve Vrouw volgens Romeins gebruik
f166v*-f185v: Mariagetijden – metten
f186v*-f198v: Mariagetijden - lauden
f199v*-f204r: Mariagetijden - priem
f205v*-f210r: Mariagetijden - terts
f211v*-f216r: Mariagetijden – sext
f217v*-f222r: Mariagetijden – none
f223v*-f231r: Mariagetijden – vespers
f232v*-f238r: Mariagetijden – completen
f239r-f247r: Mariagetijden – bijzondere gebeden voor tijdens de advent
- f248v*-f259v: Boetepsalmen
- f260r –f270r: Litanie van alle heiligen
- f271v-f318v: Dodenvigilie

## Miniaturisten
Dit getijdenboek was het resultaat van een gemeenschappelijk project waarbij drie grote meesters uit de tweede helft van de vijftiende eeuw betrokken waren, namelijk Simon Marmion, Lieven van Lathem en de Weense meester van Maria van Bourgondië. Dezelfde kunstenaars werkten ook samen aan het Getijdenboek van Maria van Bourgondië. Ook de kopiist was dezelfde namelijk Nicolas Spierinck.
Simon Marmion was verantwoordelijk voor de cyclus in de Mariagetijden en de biddende koning David bij het begin van de boetepsalmen (f248v). De Weense meester maakte slechts één miniatuur in het handschrift namelijk de kruisiging bij het begin van de kruisgetijden (f94v). Lieven van Lathem was de auteur van de andere bladgrote miniaturen en van de ongebruikelijke afbeeldingen die aan de teksten van de misvieringen voorafgaan.
De cyclus met de klassieke afbeeldingen uit het leven van Maria, die de getijden van Onze-Lieve-Vrouw versieren lijken afkomstig te zijn uit een modellenboek. Ze lijken heel erg op de corresponderende prenten in de Berlaymont-getijden De figuren en hun houding zijn dikwijls identiek, de kleding daarentegen is meestal verschillend uitgewerkt. Ook de landschappen en gebouwen zijn zeer gelijkaardig in beide handschriften.
Lieven van Lathem putte dan weer uit het gebedenboek dat hij maakte voor Karel de Stoute De miniaturen van de Drievuldigheid (f13v), Allerheiligen (f59v), Johannes op Patmos (f157v), Maria met kind en musicerende Engelen (f110v) en Sint Joris en de draak (f130r) zijn allemaal variaties op de gelijknamige miniaturen in het gebedenboek van Karel. De miniatuur bij de zondagsgetijden van de heilige Drievuldigheid (f13v) heeft een vrij bijzondere iconografie omdat de heilige Geest werd voorgesteld als een bebaarde engel in plaats van de traditionele duif.
Het was waarschijnlijk ook Van Lathem en zijn atelier die verantwoordelijk waren voor een groot gedeelte van de randversiering. De duellerende, musicerende en allerlei menselijke taken uitvoerende drolerieën en aapjes zijn het handelsmerk van deze kunstenaar. Van Lathem was ook de ontwerper van de miniaturencyclus die gebruikt werd als inleiding voor de dagelijkse missen. Hij vertrok hier van de observatie van de misviering in zijn tijd en ontwierp een cyclus met hoogtepunten uit de liturgische viering zoals ze toen gebruikelijk was. Hij gaat telkens uit van een mannelijke gelovige die de mis bijwoont en toont wat die ziet of waaraan hij deelneemt, zoals bij de communie. Zijn miniaturen tonen ons complexe ruimtelijke voorstellingen van kerkinterieurs van uit verschillende standpunten. De miniatuur bij het begin van de getijden van alle heiligen wordt gezien als geïnspireerd door het Lam Gods van de gebroeders Van Eyck.
De kruisiging geschilderd door de Weense meester van Maria van Bourgondië doet zoals de equivalente miniatuur in de Getijden van Maria van Bourgondië, volgens de kunsthistorici, sterk denken aan de kruisiging op de Calvarie-triptiek van Joos van Gent.

## Afbeeldingen

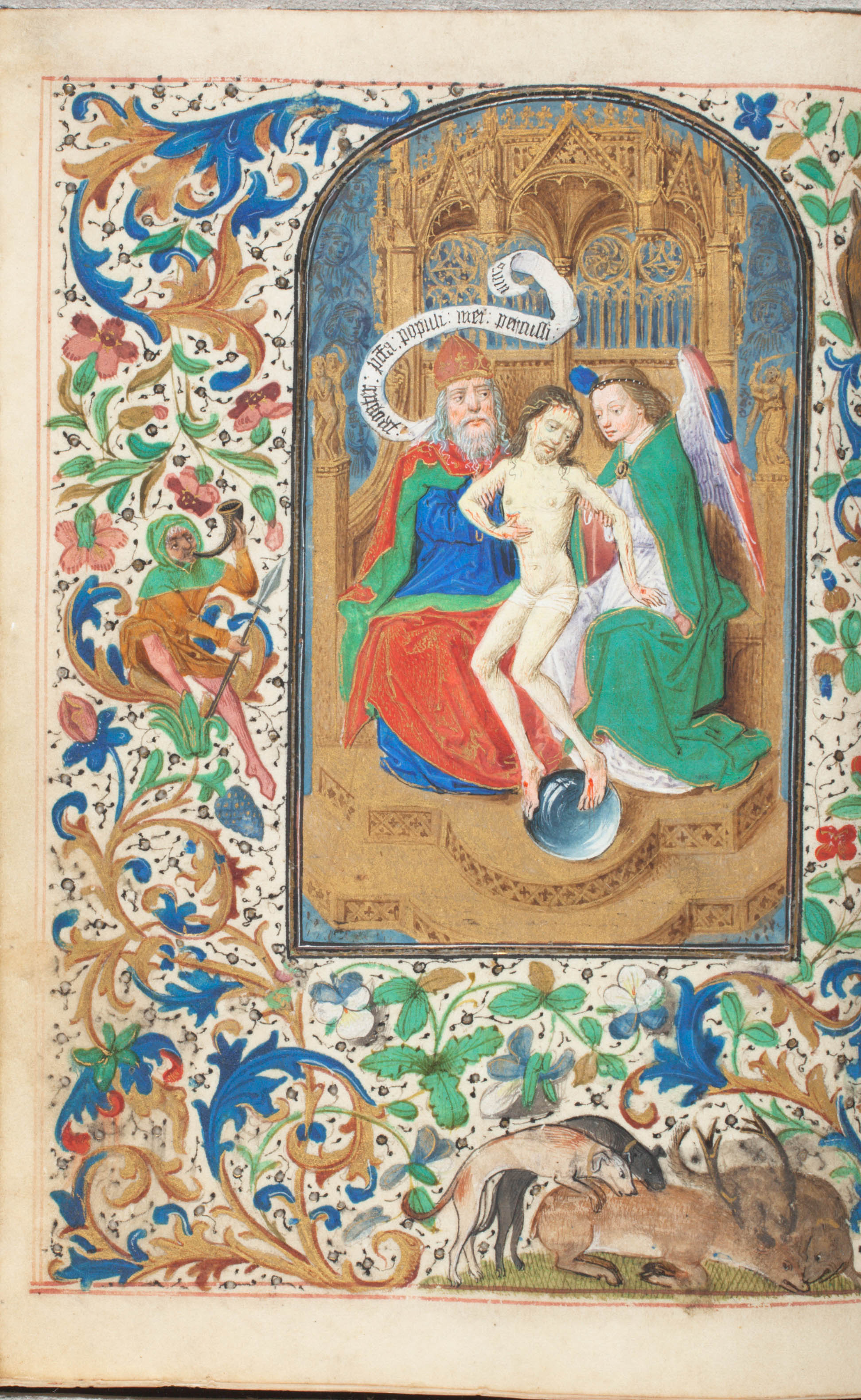
Folio 013 verso
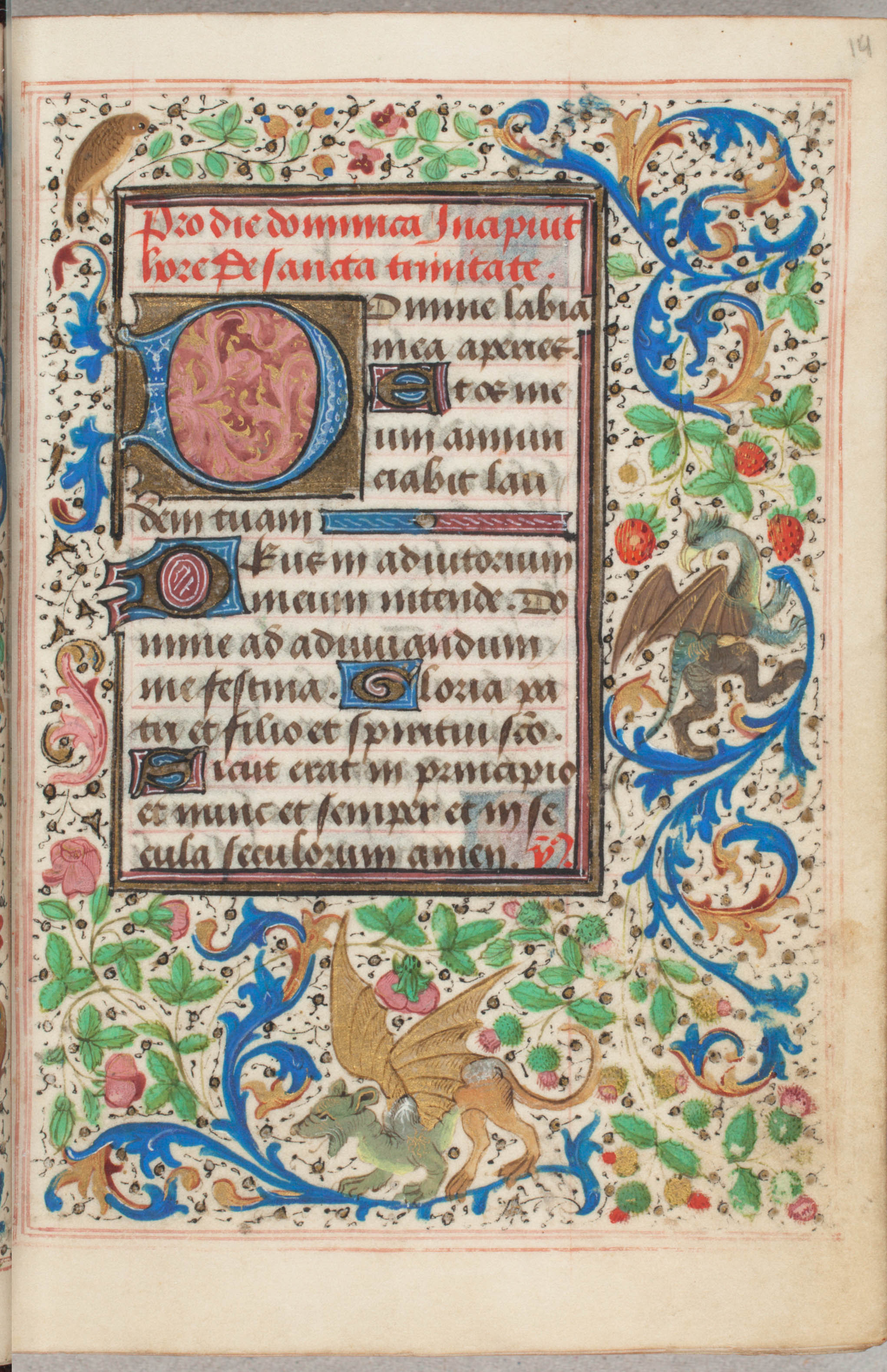
Folio 014 recto
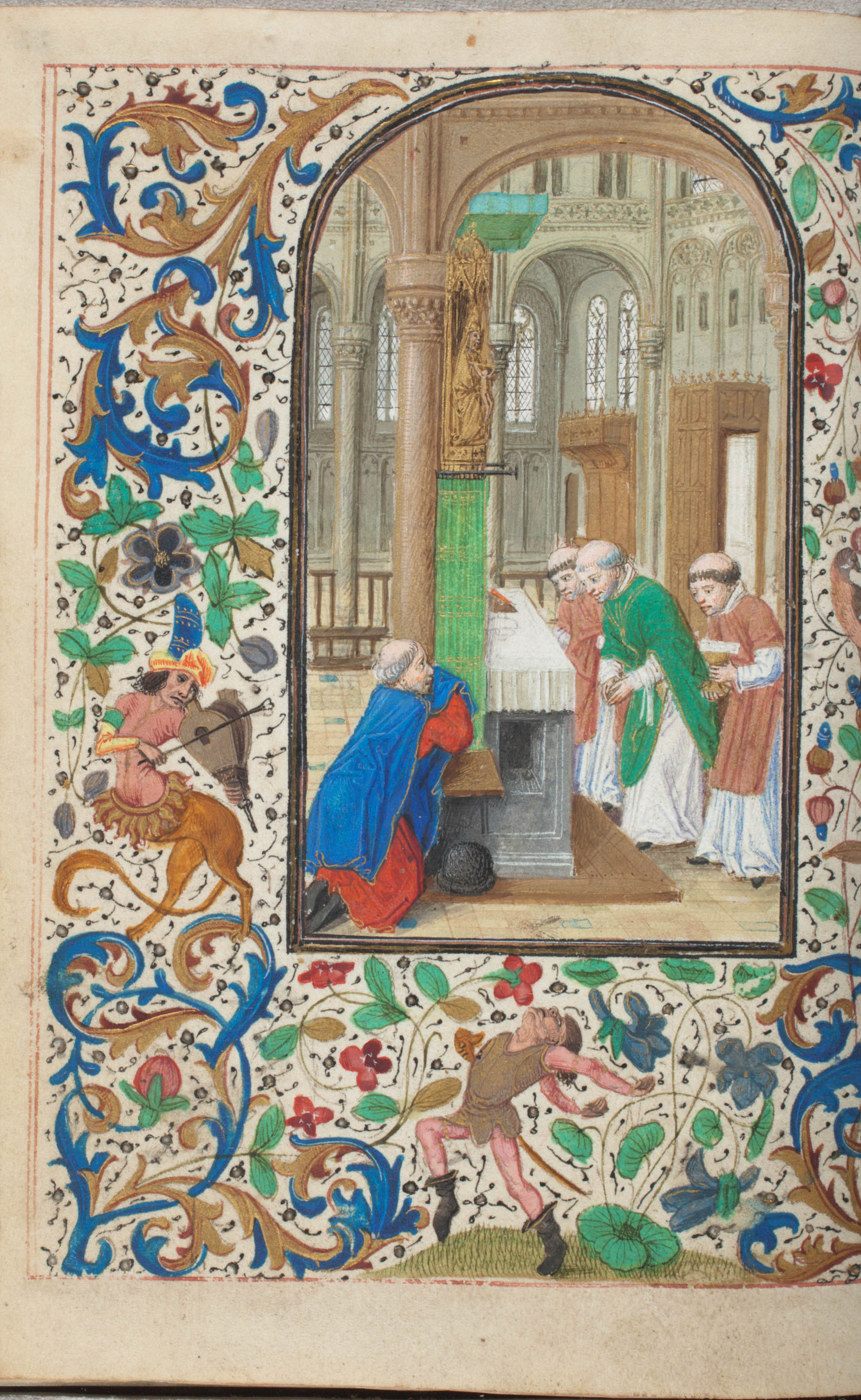
Folio 022 verso
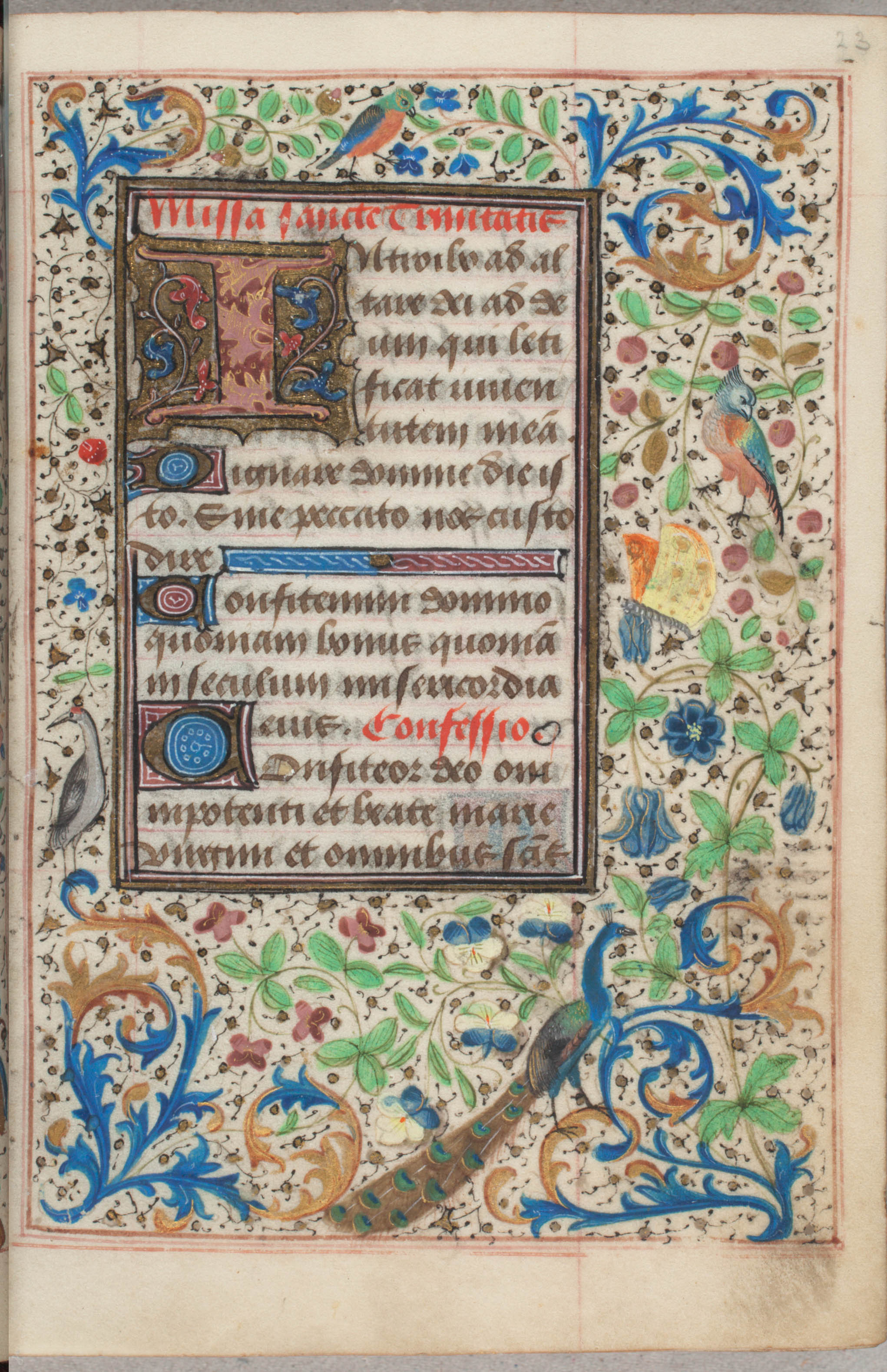
Folio 023 recto
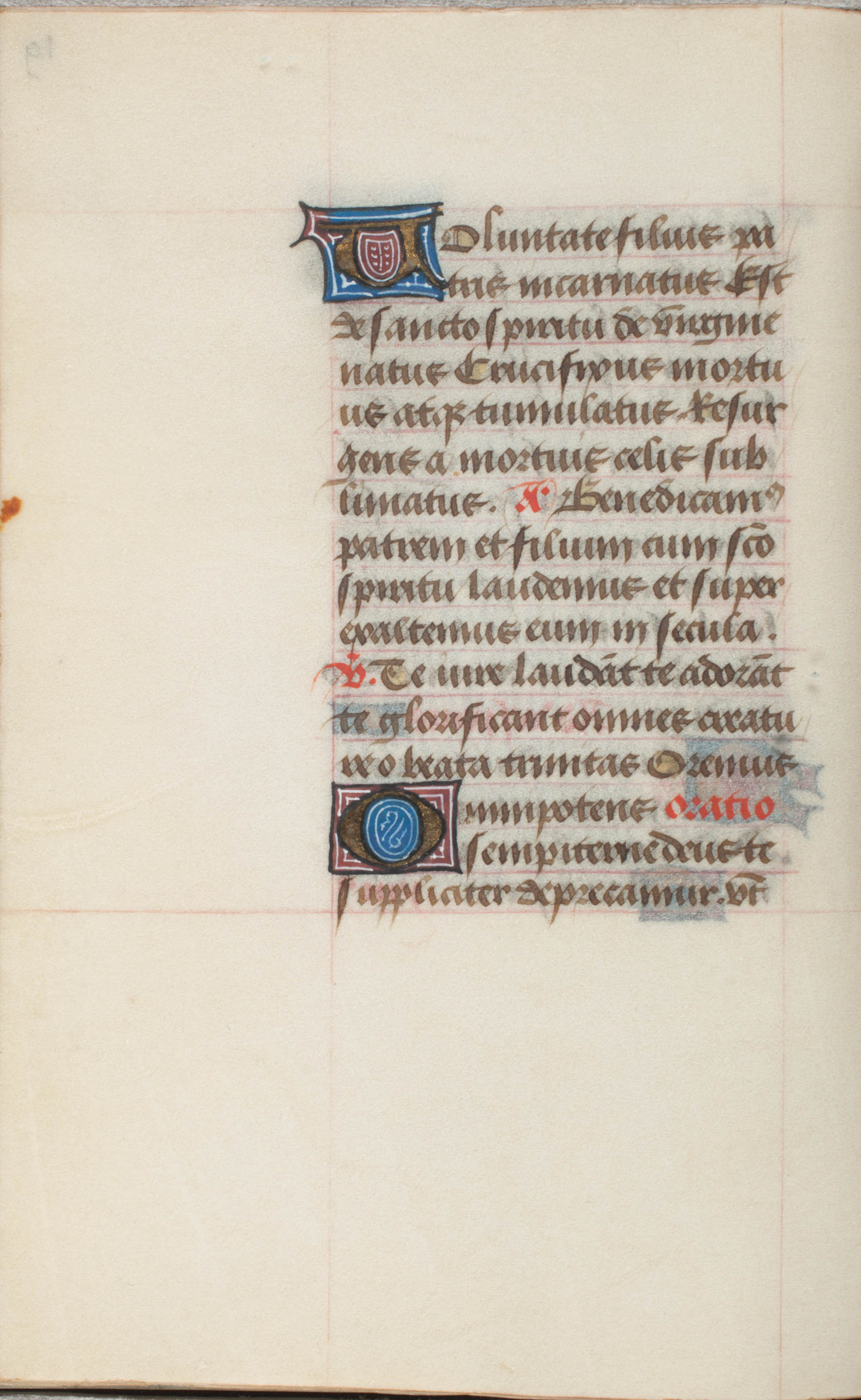
Folio 019 verso
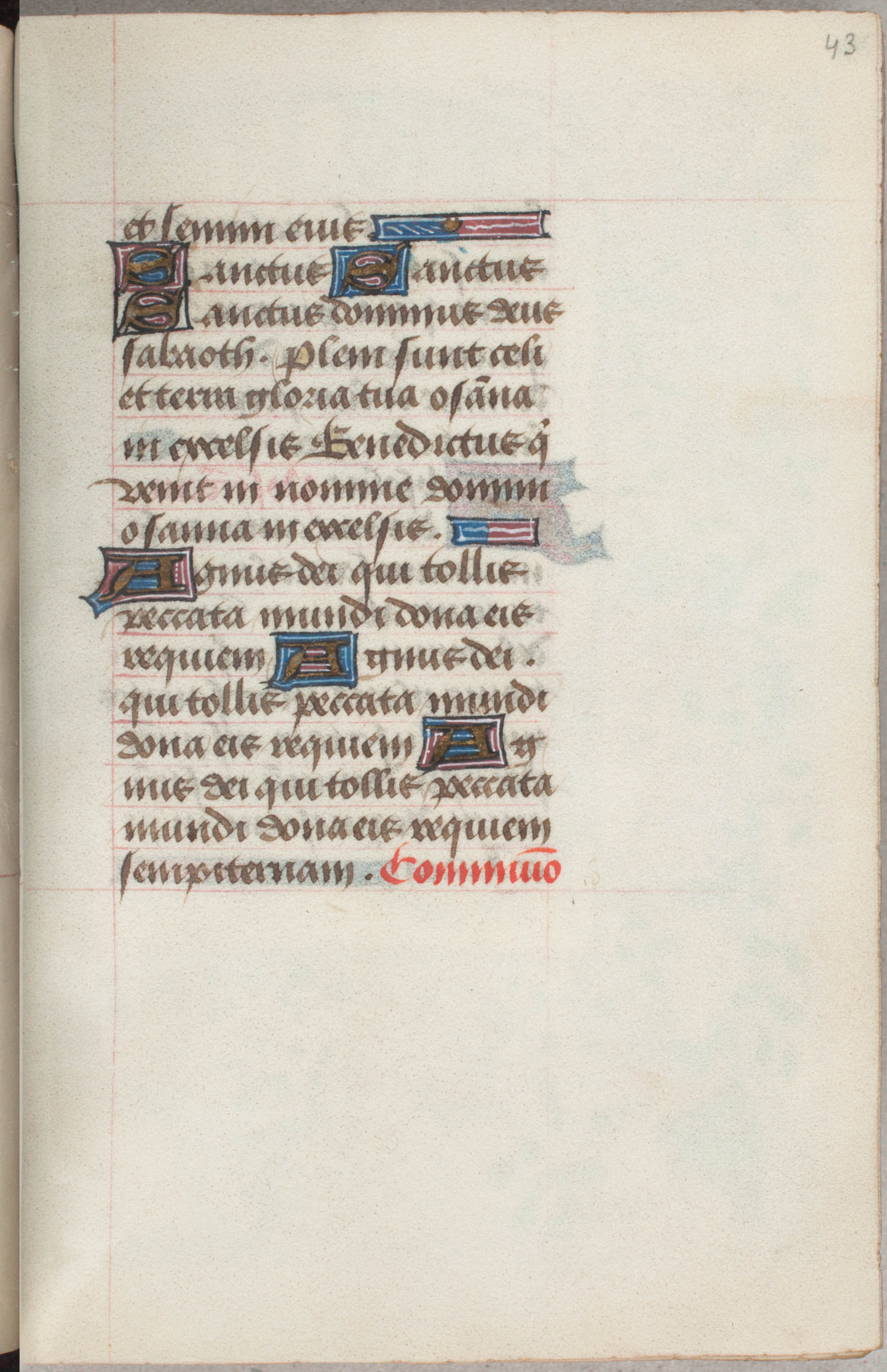
Folio 043 recto
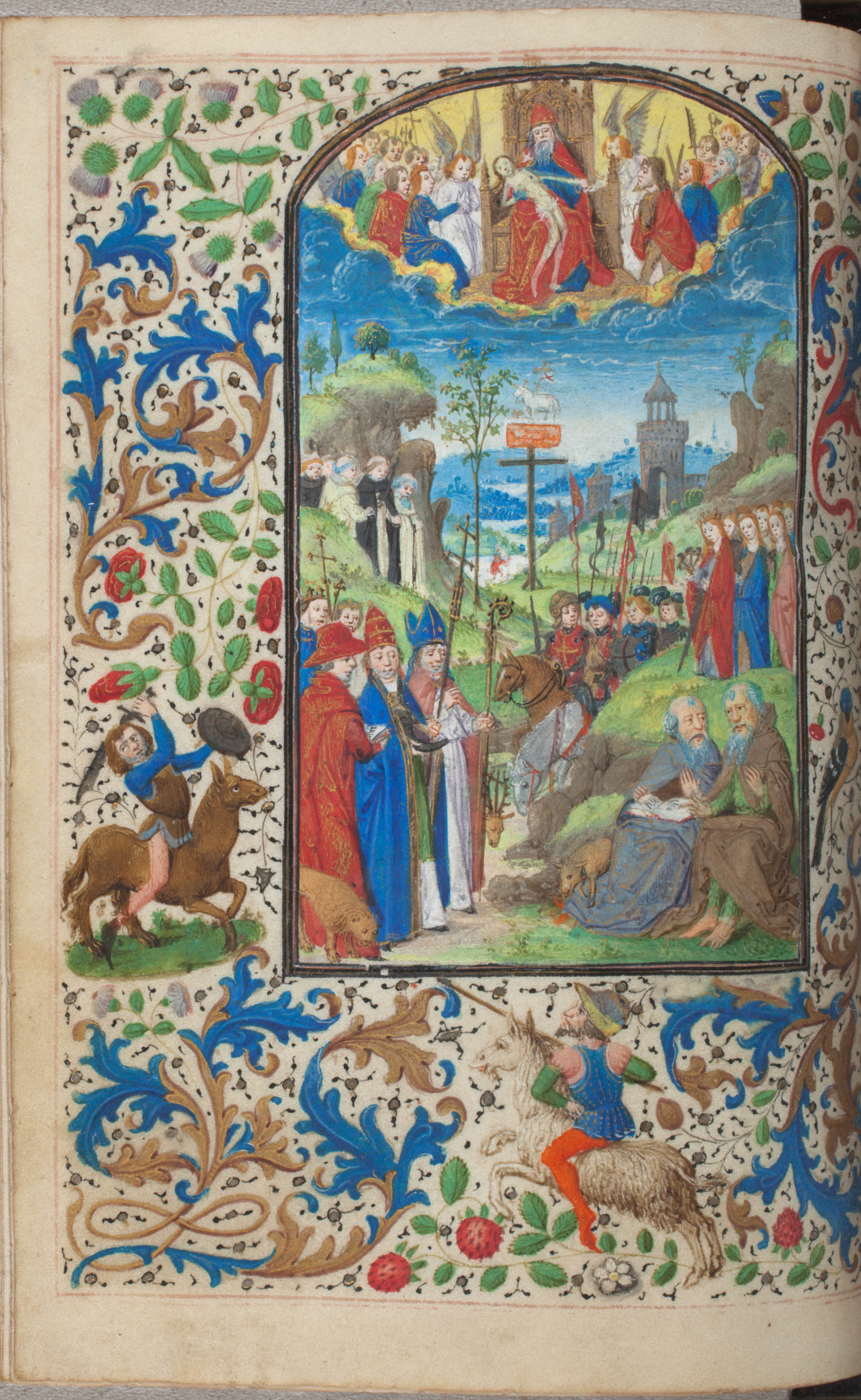
Folio 059 verso
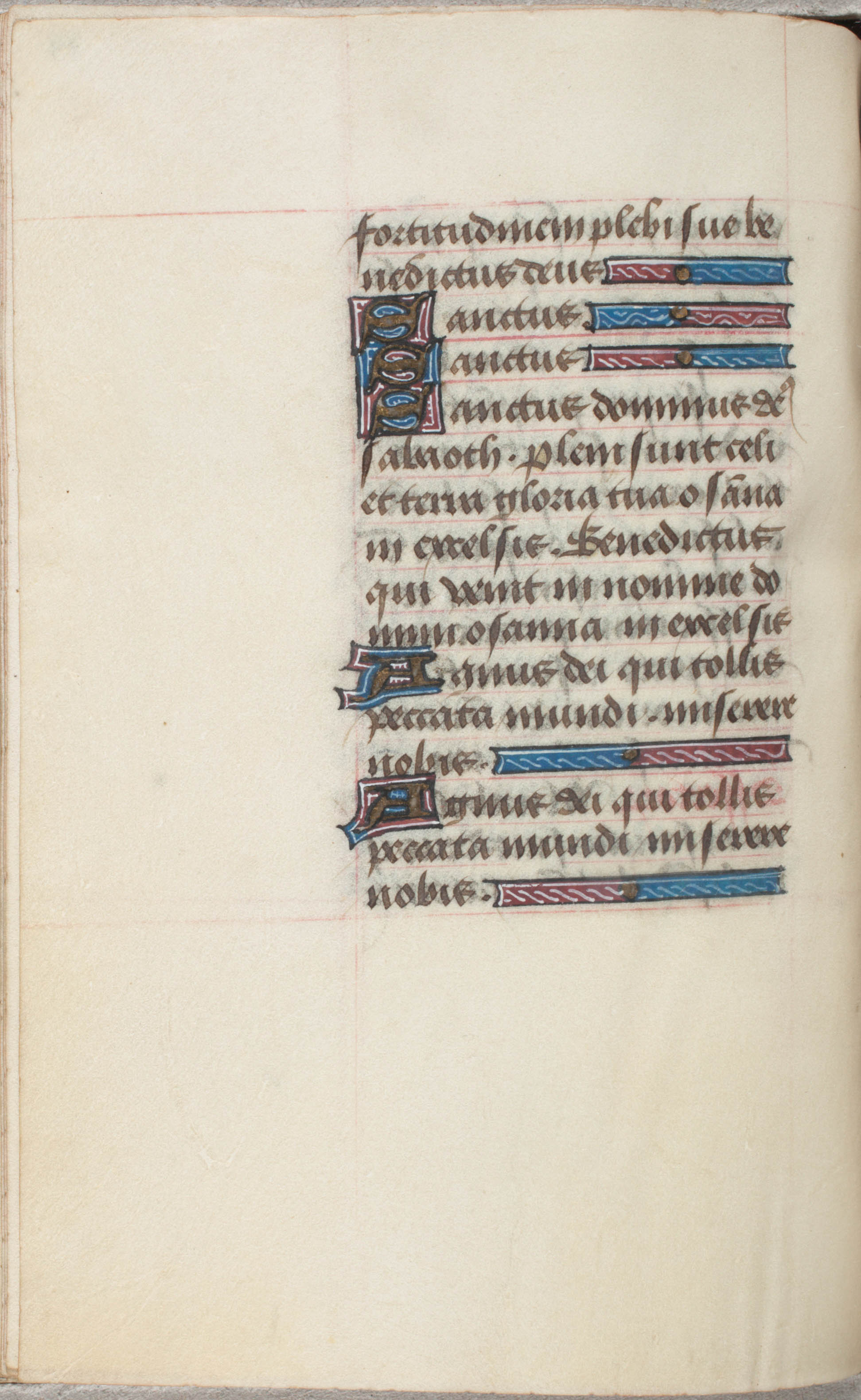
Folio 074 verso
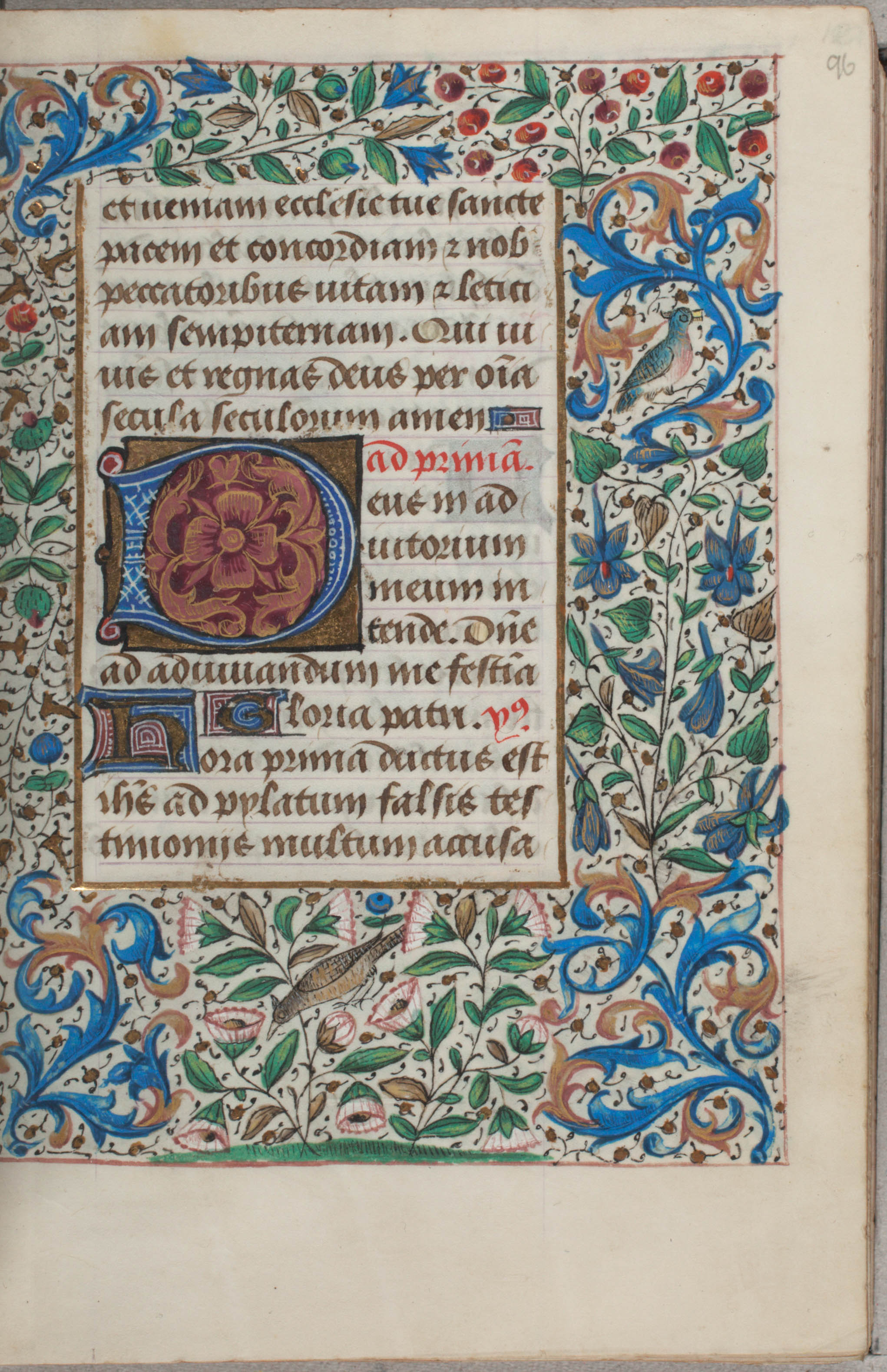
Folio 096 recto

## Weblinks
Men kan het volledige Trivulzio-getijdenboek doorbladeren op de website van de KB